# Selaginella rolandi-principis
Selaginella rolandi-principis är en mosslummerväxtart som beskrevs av Arthur Hugh Garfit Alston. Selaginella rolandi-principis ingår i släktet mosslumrar, och familjen mosslummerväxter. Inga underarter finns listade i Catalogue of Life.